# Битва под Мендзыжецем-Подляским
Битва под Мендзыжецем-Подляским (пол. Bitwa pod Międzyrzecem Podlaskim) — одно из сражений в ходе Польского восстания между восставшими и частями Русской императорской армии, которое произошло 17 (29) августа 1831 года близ польского города Мендзыжец-Подляски.

## Предыстория
После боя 16 августа 1831 года у Крынок генерал русской армии барон Григорий Владимирович Розен со своим корпусом вышел 17 августа к Брестскому шоссе у Мендзыжеца-Подляского. Поляки под началом бригадного генерала Игнатия Прондзинского, видя невозможность отрезать Розену путь отступления, решили выслать за ним лишь авангард Канарского, расположив свои главные силы между Луковом и Мендзыжец-Подляским.

## Сражение
17 августа, около 9 часов утра, Канарский подошел к Мендзыжец-Подляски, встретив здесь сильное сопротивление русских. Имея сведения о наступлении противника, Розен решил принять бой у Мендзыжец-Подляски; оборону этого города он возложил на арьергард Головина, который должен был составлять вместе с тем и левый фланг его боевого порядка, а сам стал за городом на местности, прикрытой болотами. В Рагозницу, имевшую важное значение (движением на неё, вследствие крутого изгиба Брестского шоссе, поляки могли отрезать русским путь отступления), Розен выслал отряд генерала Варпаховского (1800 человек).
Прондзинский, двинувшись к Мендзыжец-Подляски на выстрелы, решил, задерживая Розена у Мендзыжец-Подляски, обходом правого фланга выйти на его сообщения, а затем общими усилиями отбросить к югу. Для исполнения этого плана 6-я пехотная дивизия Белинского и 2-я бригада кавалерийской дивизии Миллера под общим руководством Джероламо Ромарино должна была наступать проселочной дорогой из Тлусцеца на Рагозницу (в тыл Розену); Прондзинский же — вести с фронта демонстрацию против Мендзыжец-Подляски. Для связи его с обходной колонной была высланы 1-я бригада 5-й пехотной дивизии Серавского и бригада Канарского (5.000 человек и 10 артиллерийских орудий).
Авангард Белинского (5-й пехотный полк), не получив никаких указаний от Ромарино, неожиданно ворвался в Рагозницу, так как Варпаховским не были приняты должные меры предосторожности; вследствие этого его отряд, потеряв около 600 человек, вынужден был сдаться.
В 5 часов вечера со стороны Рагозницы раздалась сильная канонада и послышались ружейные выстрелы. Прондзинский, введенный этим в заблуждение, полагал, что это Ромарино вступил в бой со всем корпусом Розена, имевшим намерение отступить, и что он имеет перед собой лишь только неприятельский арьергард. Поэтому он ускорил движение, но едва обошел болото, как, в свою очередь, был атакован Розеном и, понеся большие потери, отошел назад.
Между тем Розен, получив донесение о гибели отряда Варпаховского, решил отступить через Пищац. Отступление главных сил было произведено ночью, а утром арьергард перешел реку Тржну, разрушив на ней мосты. Для преследования русских войск вне поля сражения, ввиду того, что главные силы Ромарино были у Рагозницы, поляки решили обогнать по шоссе Розена, двигавшегося по проселочным дорогам. Но Розен благополучно достиг Бялы поздним вечером 18 августа.